# Francis Peyton Rous
Francis Peyton Rous (* 5. Oktober 1879 in Baltimore; † 16. Februar 1970 in New York) war ein US-amerikanischer Pathologe und Nobelpreisträger.

## Leben
Rous stammte väterlicherseits von englischen Einwanderern ab; seine Mutter kam aus einer Familie mit hugenottischem Hintergrund. Sein Vater starb schon früh, so dass Peyton und seine zwei Geschwister von der Mutter allein aufgezogen wurden. Die Mutter war sehr auf eine gute Ausbildung ihrer Kinder bedacht. Rous studierte an der Johns Hopkins University Medizin und erwarb 1900 den Grad eines B.A.
Im Jahr 1900 kam es zu einem schwerwiegenden Unglück, als sich Rous, der sich auf die Fachgebiete Pathologie und Bakteriologie spezialisiert hatte, bei der Sektion einer tuberkulösen Leiche versehentlich in den Finger schnitt. Es kam zu einer lokalen tuberkulösen Infektion, die sich später auf die regionären Lymphknoten ausbreitete. Die geschwollenen Lymphknoten wurden chirurgisch entfernt und es wurde ihm beschieden, dass man nun nichts weiter für ihn tun könne, da es damals noch keine wirksame antibiotische Behandlungsmöglichkeit der Tuberkulose gab und diese Erkrankung zu den häufigsten Todesursachen zählte. Rous unterbrach seine Ausbildung und ging für ein Jahr nach Texas, wo er auf dem Land arbeitete und sich von der Tuberkulose wieder erholte.
1905 schloss er das Studium in Baltimore ab und begann danach eine Ausbildung zum Pathologen an der University of Michigan. Da sein Gehalt als Assistent sehr spärlich bemessen war, wurde er großzügig von dem Direktor des Instituts Aldred Scott Warthin (1866–1931) finanziell unterstützt. Um sich medizinisch weiterzubilden, verbrachte Rous 1907 ein Jahr in Dresden, da die deutsche Medizin damals weltweit einen hervorragenden Ruf genoss. Nach der Rückkehr erhielt er 1909 eine Stelle als Professor am Rockefeller Institute for Medical Research wo er sich auf Tumormedizin spezialisierte.
Er unternahm Experimente mit Tumoren bei Hühnern. Mit einem Ultrafiltrat eines Muskeltumors eines Huhns konnte 1911 Rous durch Injektion in andere Hühner erneut Krebs erzeugen. Der Erreger konnte kein herkömmliches Bakterium sein, da dieses den feinen Filter nicht hätte passieren können. Er vermutete in diesem Extrakt ein Virus, wobei damals nur sehr unklare Vorstellungen über Viren vorhanden waren (die Elektronenmikroskopie wurde erst 20 Jahre später erfunden und die modernen Methoden der Molekularbiologie entwickelten sich erst nach dem Zweiten Weltkrieg). Später wurde dieses Tumor-Virus nach ihm Rous-Sarkom-Virus (RSV) benannt. 1966, also mehr als 50 Jahre nach seiner Entdeckung erhielt er den Nobelpreis für Physiologie oder Medizin „für seine Entdeckungen auf dem Gebiet der tumorerzeugenden Viren“. Im selben Jahr war er bereits mit dem Paul-Ehrlich-und-Ludwig-Darmstaedter-Preis ausgezeichnet worden, 1955 hatte er die Jessie Stevenson Kovalenko Medal erhalten, 1958 den Albert Lasker Award for Basic Medical Research. 1946 hielt Rous die George M. Kober Lecture, 1953 erhielt er die George M. Kober Medal. 1927 wurde Rous in die National Academy of Sciences und 1939 in die American Philosophical Society gewählt.